# Малая бамбуковая крыса
Малая бамбуковая крыса (лат. Cannomys badius) — вид роющих грызунов из семейства слепышовых, обитающий в Юго-Восточной Азии. Единственный вид рода Cannomys.

## Описание
Малая бамбуковая крыса значительно меньше бамбуковой крысы (Rhizomys). Длина её тела составляет от 15 до 25 см, хвост длиной от 6 до 7 см. Внешне малая бамбуковая крыса напоминает гоферовых, однако у неё отсутствуют защёчные мешки. Густая шерсть серого, светло-коричневого или красно-коричневого окраса.

## Распространение
Вид распространён в Гималаях от Бангладеш, Мьянмы, Таиланда, Лаоса до северного Вьетнама.

#### Образ жизни
Малые бамбуковые крысы роют при помощи когтей и зубов очень длинные норы как на равнине, так и в лесу. Ночью они иногда покидают их и отправляются на поиски корма. Животные питаются, прежде всего, корнями и побегами, а также другими частями растений, и не только бамбука, как можно подумать из их названия

## Размножение
Размножение происходит раз в год. Беременность длится 21 день, после  этого рождается 3-5 детенышей слепых и  голых, но зато быстро растущих.

## Значение
Потенциально, животные могут нанести урон плантациям чая, однако, из-за своей малой численности они не представляют серьёзной угрозы. На юге Китая, Лаоса и в Мьянме их употребляют в пищу.